# 紀元前13世紀
紀元前13世紀（きげんぜんじゅうさんせいき）は、西暦による紀元前1300年から紀元前1201年までの100年間を指す世紀。

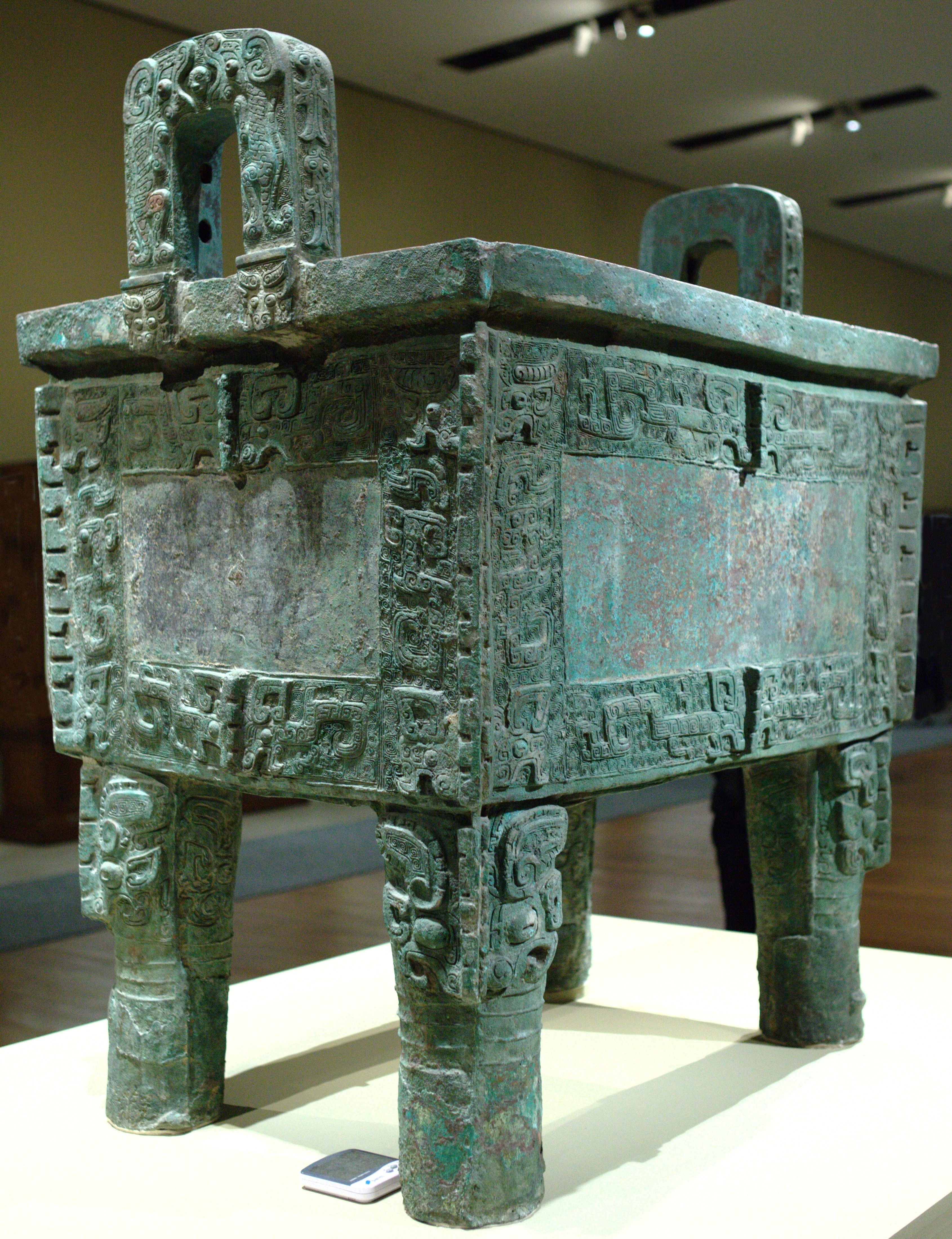
「后母戊大方鼎（司母戊大方鼎）」。現存する最大の殷の青銅器で現在は北京の中国国家博物館所蔵となっている。

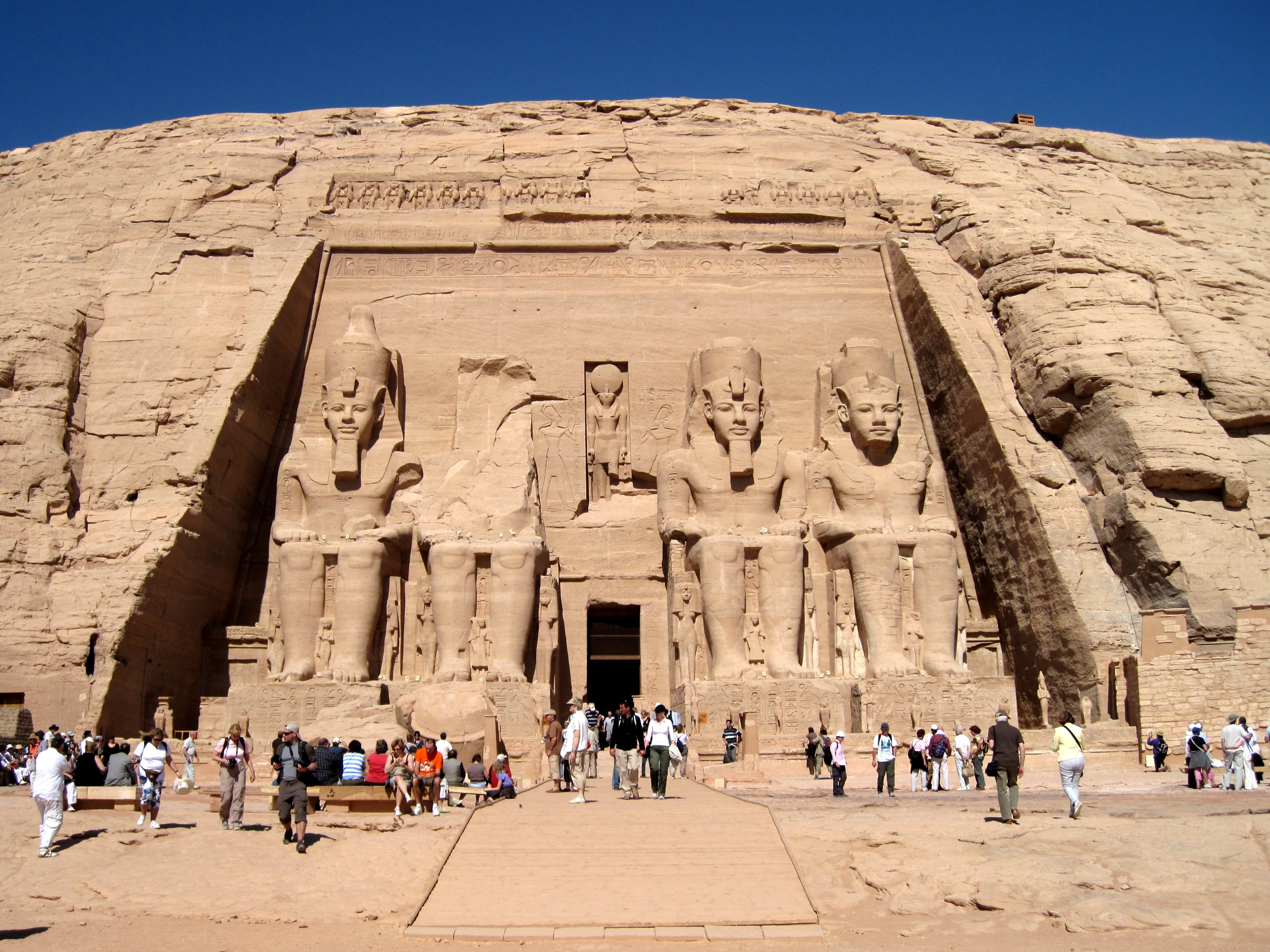
アブ・シンベル神殿。青年期から壮年期までの4体のラムセス2世像が置かれている。1960年代にアスワン・ハイダムが上流に建設されるため、ユネスコの協力を得てもともとの場所から60ｍ離れた場所に移築されたことでも有名。

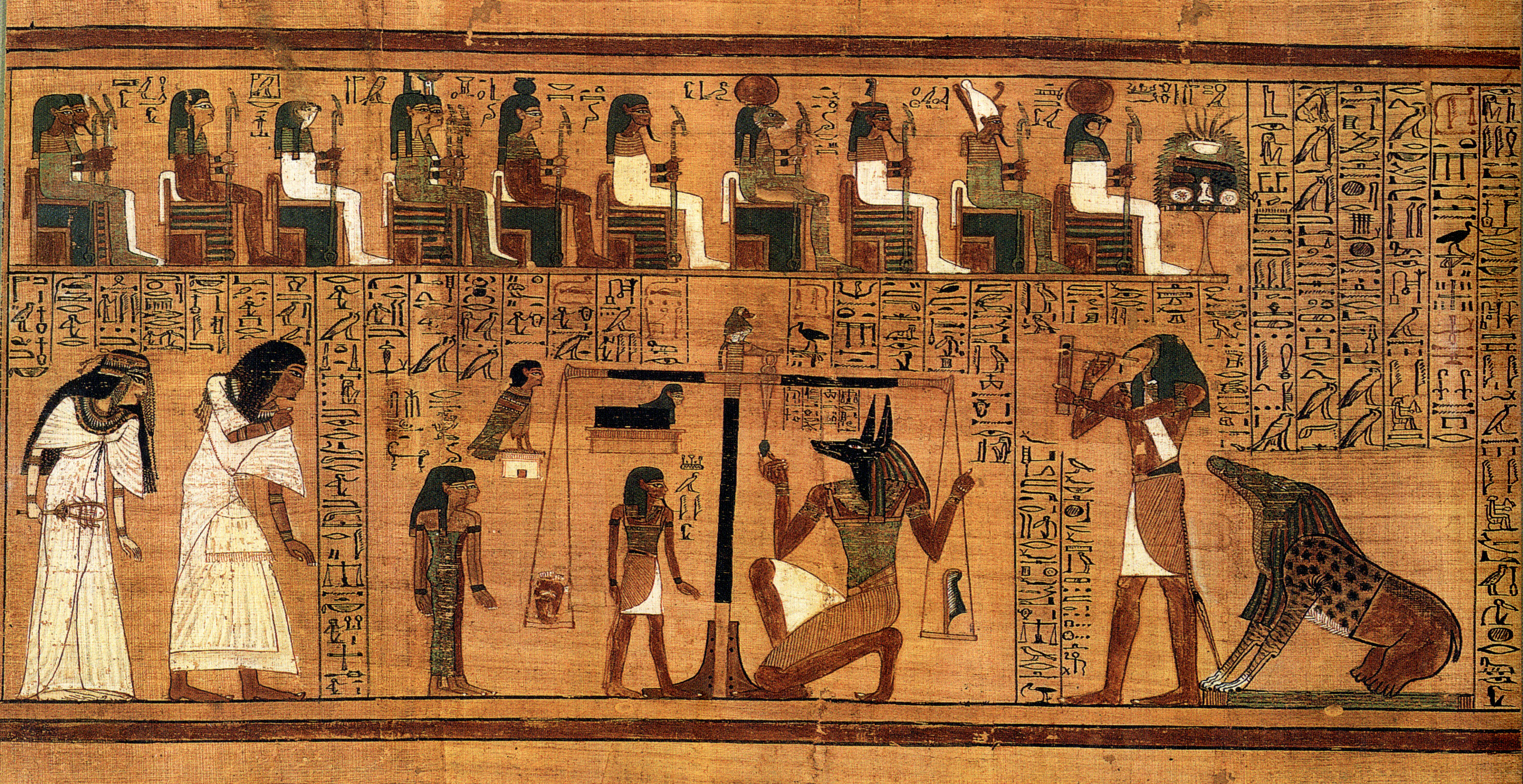
『アニのパピルス』。古代エジプトでは死後の世界を詳細に記した「死者の書」が作られた。テーベで発見されたこの作品は書記官アニに捧げられたもので、現在は大英博物館に所蔵されている。

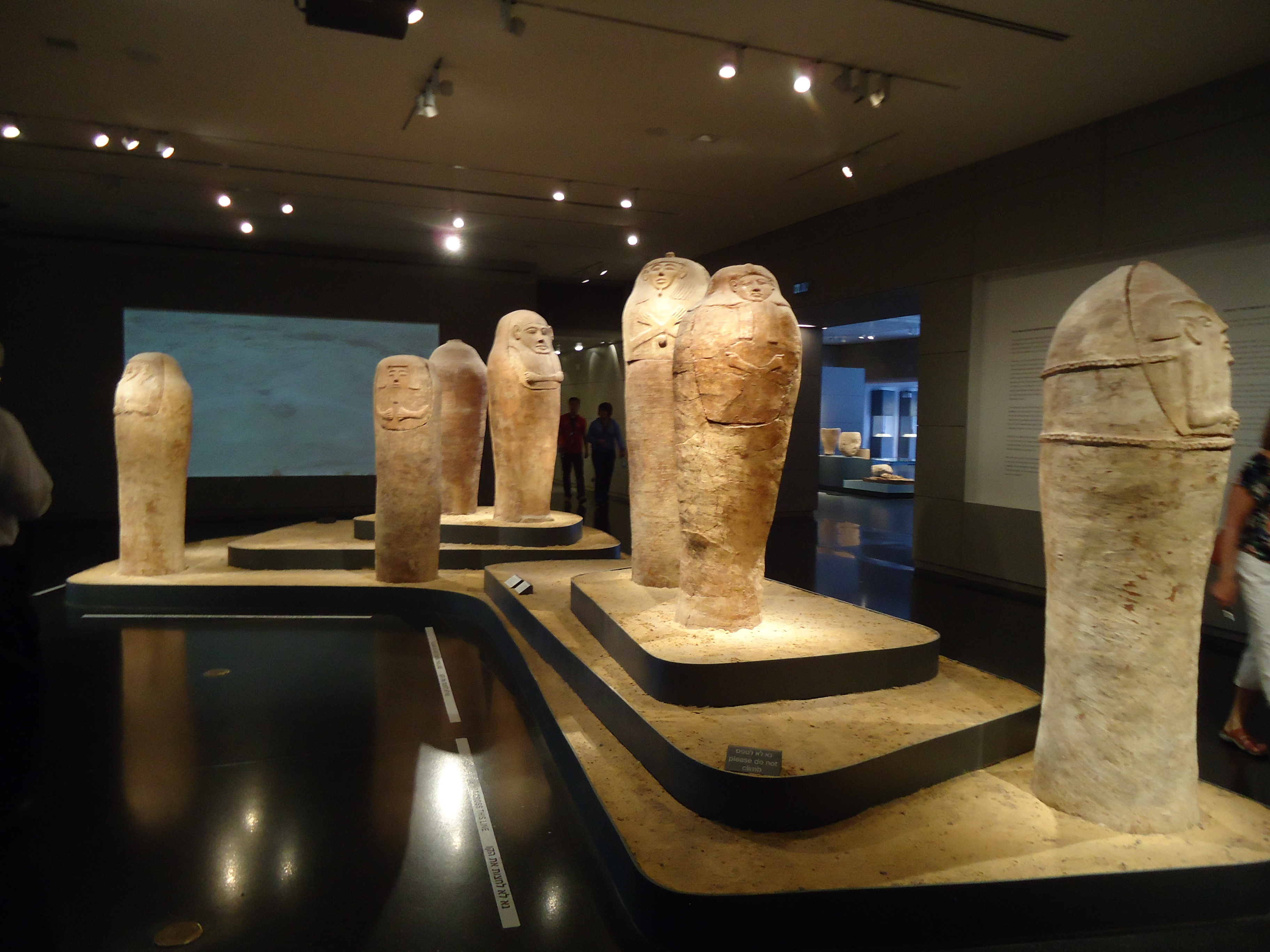
デイル・アル＝バラフ。ラムセス2世の遠征でカナンと隣接するエジプト最東端の要塞となったのがデイル・アル＝バラフである。画像はこの地から出土した青銅器時代後期の人型の棺（イスラエル博物館蔵）。

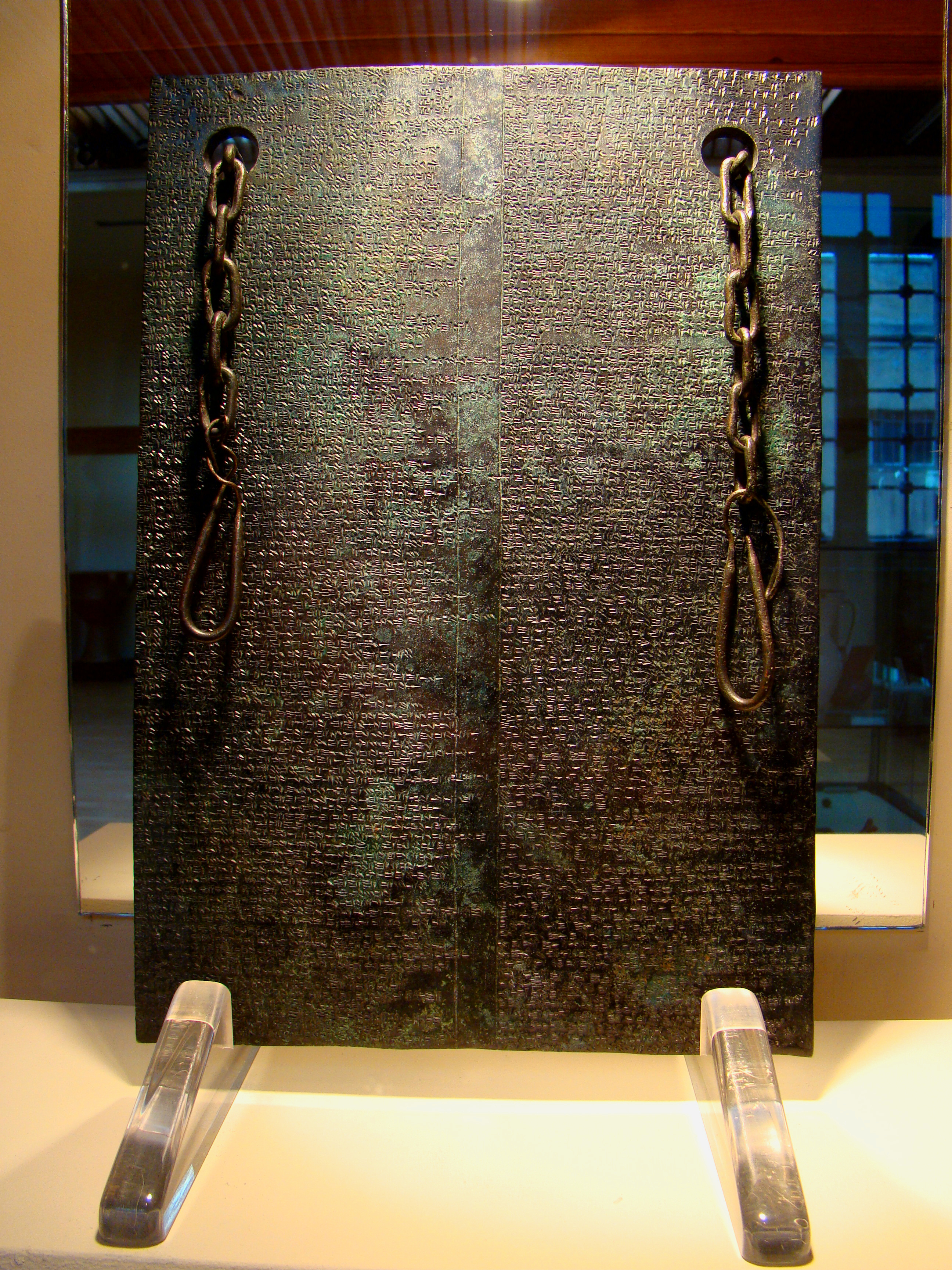
ハットゥシャの青銅板。

## 出来事

### 紀元前1300年代
- 紀元前1300年頃
  - アッシリア王アダド・ニラリ1世がミタンニ王（ハニガルバドの君主）ワサシャッタを破り首都タイデを占領。
  - 黒海東南にグルジア人によるコルキス王国が成立する。
    - コルキスはギリシア神話ではプリクソスの金羊毛伝説や、イアソンのアルゴナウタイ伝説の舞台であった。

  - ヒッタイト王ムルシリ2世がアナトリア西部のアルザワ（英語版）国を征服。
    - アルザワはハパラ（ミシア）・ミラ（カリアとルッカ）・セハ（リディア）の三つの行政区に分割される。

  - 中央ヨーロッパは後期青銅器時代（ウルネンフェルト文化（骨壺墓地文化）  - 紀元前700年頃）。
  - 後期ミケーネ文明（後期ヘラディック期III）。
    - ミケーネ遺跡の「獅子門（英語版）」が建設される。アルカディコ橋（カザルマ橋）が建設される。
    - ミケーネの「「戦士のクラーテル」の邸宅」出土の「戦士のクラーテル（英語版）」が作られる。

  - シチリア島東部にイタリック系シケル人（海の民のシェケルシュ人か）が定住する。
    - パンターリカの岩壁墓地遺跡の最古層はこの時代に相当すると考えられている。
    - シケル人に先行してシチリア島中央部にはシカニ人、西北部にはエリミ人が定住していた。

  - 殷の盤庚が黄河南岸の亳（殷）に遷都（夏商周年表プロジェクトによる）。
  - 長江流域でも殷の影響を受けて独特の青銅器文化が展開する（ - 紀元前1100年頃）。
    - 湖南省寧郷県月山鋪出土の「四羊方尊（中国語版）（中国国家博物館蔵）」はこの時期のもの。

### 紀元前1290年代
- 紀元前1293年頃 - エジプト王ホルエムヘブが死去し、宰相が即位してラムセス1世となる。
  - エジプト第18王朝が終わり、エジプト第19王朝が始まる。
- 紀元前1290年頃 - エジプト王ラムセス2世が即位、テーベからナイル川デルタ地帯のペル・ラムセスに遷都。

### 紀元前1280年代
- 紀元前1286年 - カデシュの戦い。
  - エジプト（ラムセス2世）とヒッタイト（ムワタリ2世）とがシリアの支配権を賭けオロンテス川河畔のカデシュで戦う。
  - シリアへの影響を保持したムワタリ2世は、ハットゥシャからタルフンタッサ（英語版）に都を遷す。
- 紀元前1280年頃 - ウィルサ（英語版）王アラクサンドゥ（英語版）とヒッタイト王ムワタリ2世が条約を結ぶ（アラクサンドゥ条約）。
  - ウィルサはトロイと推定され、この条約を誓う対象としてのアパリウナス（英語版）神はアポロン神の祖形と推定されている。

### 紀元前1260年代
- 紀元前1269年 - エジプト・ヒッタイト平和条約（Egyptian–Hittite peace treaty）の締結。
  - エジプト王ラムセス2世とヒッタイト王ハットゥシリ3世によるもので史上知られている最古の平和条約。
  - ハットゥシリ3世の娘サウシュカヌがラムセス2世の妃としてエジプトに送られる。
- 紀元前1263年頃 - アッシリア王シャルマネセル1世がミタンニ王シャトゥアラ2世を撃破し領土を完全に併合。
- 紀元前1260年頃 - モーセがファラオ（ラムセス2世か）の迫害に苦しむイスラエルの民を率いてエジプトを脱出[1]（出エジプト記に基づく有力説の一つ）。

### 紀元前1250年代
- 紀元前1250年頃
  - メソアメリカ・オルメカのサン・ロレンソの繁栄始まる（チチャーラス相   - 紀元前1150年頃）。
  - エラム王ウンタシュ・ナピリシャによりチョガ・ザンビール遺跡のジッグラトが建設される。
  - ギリシア・エーゲ海周辺で巨大地震。ティリンスの宮殿を含め各地の宮殿が大破する。
  - ギリシアのミケーネのアトレウスの宝庫が建設される。これはこの時代の蜂窩状墳墓（円形墳墓（トロス））の代表例。
  - トロイア滅亡により、トロイア戦争が終わる（伝承に基づくヘロドトスの記録による）。
  - 伝承では「建国者」であるテセウスがアテナイ王に即位する。
  - エジプト「死者の書」の代表作『アニのパピルス（英語版）』が作られる。

### 紀元前1240年代
- 紀元前1244年頃 - ラムセス2世によるアブ・シンベル神殿が完成する（着工は紀元前1264年頃）。
- 紀元前1240年頃 - ヒッタイトの王トゥドハリヤ4世が即位。
  - この王の治世にヤズルカヤの祭祀遺跡やエフラトゥン・プナル（英語版）の水辺祭祀遺跡が築かれる。

### 紀元前1230年代
- 紀元前1237年頃 - ニフリヤの戦いで、アッシリア王トゥクルティ・ニヌルタ1世がヒッタイトの王トゥドハリヤ4世に勝利。
- 紀元前1235年頃
  - アッシリア王トゥクルティ・ニヌルタ1世がカッシートの王カシュティリアシュ4世（英語版）を捕縛しバビロニアを征服。
    - この戦いがもととなり『トゥクルティ・ニヌルタ英雄叙事詩』が編纂される。

  - ヒッタイト王トゥドハリヤ4世とその従兄弟でタルフンタッサの副王クルンタが友好を誓約する。
    - この誓約の条文（ヒッタイト楔形文字）が刻まれた青銅板がハットゥシャ遺跡で発見されている（アナトリア文明博物館（英語版）蔵）。

### 紀元前1210年代
- 紀元前1212年頃
  - エジプト王ラムセス2世が90歳前後で死去、息子のメルエンプタハが即位。

### 紀元前1200年代
- 紀元前1208年頃
  - エジプト王メルエンプタハがペルイレルの戦い（英語版）でリビア人と「海の民」連合軍に勝利。
    - この戦いを記念した「メルエンプタハ戦勝碑（英語版）」の記録は「海の民」のについての最古の記録である。
    - 「海の民」としてアカイワシャ人・トゥルシア人・ルッカ人・シェルデン人・シェケレシュ人の5部族の名が挙げられている。
    - 「メルエンプタハ戦勝碑」の碑文には、現存最古の「イスラエル」に言及した一節が見られる。

  - アッシリアのトゥクルティ・ニヌルタ1世が暗殺される。
    - 建設途上の新都カール・トゥクルティ・ニヌルタは放棄され、アッシリアは停滞期に入る。
- 紀元前1200年以前 - トロイア戦争に先立ちテーバイ戦争が起きる（伝承に基づくエラトステネス説による）。
  - このテーバイとアルゴスの戦いが『テーバイ攻めの七将』・『エピゴノイ』のもととなった。
  - 伝承ではアルゴス王ディオメドスらエピゴノイはテーバイ戦争に勝利した後にトロイア戦争に参加している。
- 紀元前1200年頃 - 殷の23代王武丁の時代（武丁中興）に相当する。
  - 殷墟で発掘された武丁の后妃婦好の墓は唯一盗掘を免れた墓で大量の副葬品が発見された。
  - 同じく発掘された武丁の后妃戊の墓からは殷代最大の青銅器「后母戊大方鼎（北京中国国家博物館蔵）」が出土。

## 人物
- アダド・ニラリ1世 - アッシリア王（在位前1307年 - 前1275年）
- シャルマネセル1世 - （在位前1274年 - 前1245年）・ミタンニ（ハニガルバト）を滅ぼす
- トゥクルティ・ニヌルタ1世 - アッシリア王（在位元前1244年 - 前1208年）
- ラムセス2世 - エジプト第19王朝のファラオ（在位前1290年 - 前1224年）
- メルエンプタハ - エジプト第19王朝のファラオ（在位前1212年 - 前1202年）
- カエムワセト - エジプト第19王朝ラムセス2世の王子（前1281頃 - 前1225年頃）・「考古学者の祖」と呼ばれる
- ムワタリ2世 - ヒッタイト王（在位前1290年頃 - 前1272年頃）
- ハットゥシリ3世 - ヒッタイト王（在位前1266年頃 - 前1236年頃）
- モーセ - イスラエルの預言者・出エジプトを行ったのはこの世紀とする説がある
- テセウス - アテナイ王（在位前1234年 - 前1204年）・アッティカ地方を統一した
- 武丁（高宗） - 殷の第23代王（在位前1250年 - 前1192年在位）・傅説を重用し殷の中興の祖となる
- 婦好 - 殷の武丁の后妃・祖庚と祖甲の母・女性政治家であり軍事にも参加
- 戊 - 殷の武丁の后妃・青銅器「后母戊大方鼎（司母戊大方鼎）」が副葬された
- 傅説 - 殷の武丁の宰相・土木工事をしていたが武丁に見いだされ宰相となり殷の中興に尽くす